# Julia Climent Monzó
Julia Climent Monzó (València, 1972) és una advocada i política valenciana. Regidora a l'Ajuntament de València des de 2019, anteriorment va ser Secretària Autonòmica de Cultura de la Generalitat Valenciana així com altres alts càrrecs de l'administració.
Llicenciada en dret per la Universitat de València (UV) l'any 1995 amb l'especialitat de Dret Públic. També compta amb un màster en Institucions i polítiques de la Unió Europea també de la UV.
Militant del Partit Popular de la Comunitat Valenciana (PPCV), Climent s'inicia en la política institucional com a assessora de la Presidència de la Generalitat Valenciana, a la Direcció General d'Anàlisi i Estudis, d'octubre de 2005 a juliol de 2007 amb Francesc Camps com a President de la Generalitat. Després d'un temps al món privat, Climent tornà a la política en ser nomenada Directora General d'Indústria i Innovació, entre octubre de 2009 i juny de 2011, amb Vicent Rambla Momplet com a conseller. El mateix any és nomenada Directora General de l'Agència Valenciana d'Avalució i Prospectiva (AVAP), càrrec que mantindrà des de juny de 2011 a febrer de 2012, sent consellers José Císcar Bolufer i María José Català Verdet. Aquesta última va nomenar a Climent com a Directora General de l'Institut Superior d'Esenyances Artístiques de la Comunitat Valenciana (ISEACV) des de febrer de 2012 fins a juny de 2014; Directora General de CulturArts des de juny fins a setembre de 2014 i Secretària autonòmica de Cultura i Esport fins al juliol de 2015. Amb l'eixida del PPCV de la Generalitat Valenciana, Julia Climent tornà a treballar al món privat fins que fou elegida regidora de l'Ajuntament de València a les eleccions municipals de 2019 dins de la candidatura encapçalada per la seua antiga cap a la Generalitat, María José Català. A l'ajuntament, Julia Climent, a més de regidora, és vocal de l'organisme autònom del Palau de la Música, Congressos i Orquestra de València i vocal titular de l'organisme autònom municipal de la Mostra de València i Iniciatives Audiovisuals.
A les eleccions municipals de 2023 va revalidar l'acta de regidora i l'alcaldessa Català la va nomenar en un primer moment segona tinent d'alcaldia i responsable de recursos humans de l'Ajuntament. En octubre del mateix any, amb l'entrada del partit d'ultradreta Vox a l'equip de govern municipal, Climent va passar a ser tercera tinent d'alcaldia.